# Andreas Weber (Gartenarchitekt)

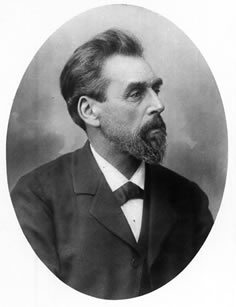
Andreas Weber, Fotografie von 1884

Andreas Weber (* 13. März 1832 in Frankfurt am Main; † 2. Oktober 1901 ebenda) war ein deutscher Landschaftsgärtner, Handelsgärtner und Gartenarchitekt. Von 1861 bis zu seinem Tod war er zunächst Stadtgärtner und später Städtischer Gartenbaudirektor in Frankfurt am Main.
Viele Gartenanlagen in Frankfurt und Umgebung wurden von ihm wesentlich (mit-)gestaltet.

## Leben
Am 13. März 1832 in Frankfurt geboren, entstammte Weber einer Familie mit Gärtnereitradition: Sein Großvater mütterlicherseits Sebastian Rinz, dessen Vater und Großvater auch Gärtner waren, war ebenfalls Frankfurter Stadtgärtner.
Nach dem Abschluss seiner 1847 in der Baumschule S. & J. Rinz – welche von seinem Großvater und dessen Söhnen betrieben wurde – begonnenen Gärtnerlehre, begab sich Weber auf Wanderschaft. Diese führte ihn in den Jahren 1850 bis 1852 nach Belgien, die Niederlande, Großbritannien, Frankreich, Deutschland und Österreich. Er hatte in London, Paris und Brüssel in Gärtnereien gearbeitet und sich in der praktischen Handelsgärtnerei und dem englischen Landschaftsgartenbau weitergebildet. Zudem war er geschäftlich für die Handelsgärtnerei seines Großvaters tätig. Weber soll in dieser Zeit auch in Amerika auf Bildungsreise gewesen sein.
Nach seiner Rückkehr arbeitete Weber zunächst in der Gärtnerei seines Großvaters und wurde im Jahr 1856 Adjunkt seines Großvaters bei der Stadt Frankfurt. Nach dessen Tod 1861 übernahm er die Stelle des Stadtgärtners. Daneben arbeitete er weiter als Handelsgärtner und Gartenarchitekt und gestaltete zahlreiche private Gärten in Frankfurt und Umgebung.
1897 wurde Weber zum Städtischen Gartendirektor ernannt, da sein Arbeitsgebiet umfangreich angewachsen war.
Weber war mit der Frankfurter Kaufmannstochter Maria Antoinette (Antonia) Busch, mit der er sieben Kinder hatte, verheiratet. Er wurde auf der Familiengrabstätte auf dem Frankfurter Hauptfriedhof beigesetzt.

## Schaffen

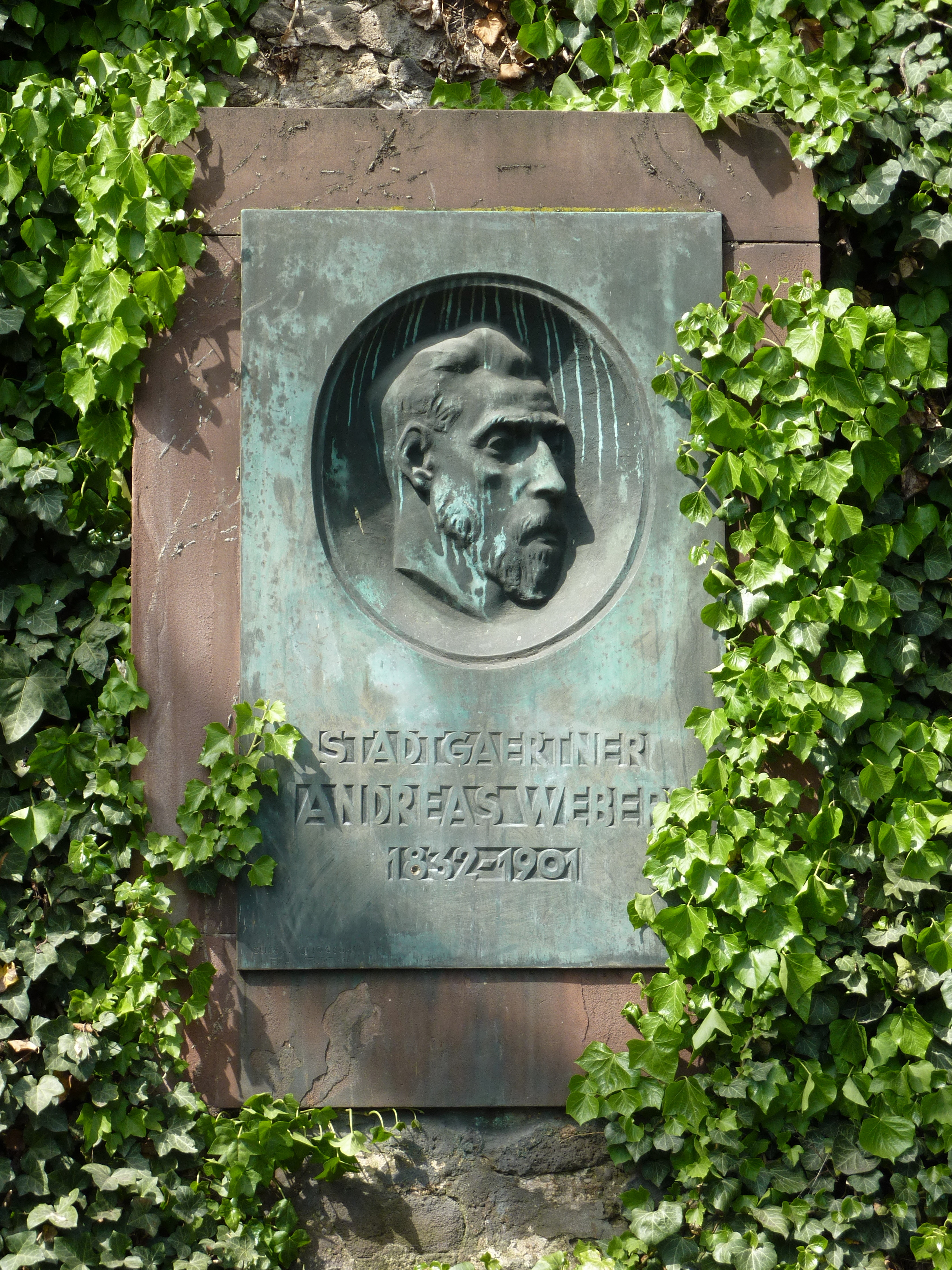
Gedenktafel für Andreas Weber in der Grünanlage Nizza in Frankfurt am Main

Bis zu seinem Tod gestaltete oder pflegte Weber fast jede öffentliche Grünanlage in Frankfurt. Insbesondere zeichnete Weber für folgende gärtnerische Anlagen verantwortlich, indem er sie entwarf oder wesentlich mitgestaltete:
- Weber vollendete 1861 das von seinem Großvater geplante Nizza, eine Gartenanlage am Untermainkai, und gestaltete es 1875 mit mediterraner Flora neu
- 1873 entwarf er die Parkanlagen des neuen Zoologischen Gartens auf der Pfingstweide im Frankfurter Ostend.
- 1875 gestaltete Weber den englischen Park der Villa St. Georgen in Sachsenhausen. Seit 1925 befindet sich hier die Philosophisch-Theologische Hochschule Sankt Georgen
- Der Dreieich-Park in Offenbach am Main entstand aus der Gartenanlage für die Hessische Landesgewerbeausstellung 1879
- Den Bergpark Eppstein entwarf er ab 1884 für den Frankfurter Bankier Alfred von Neufville
- 1891 vermachte Carl Mayer von Rothschild seinen englischen Landschaftsgarten im Nordend der Stadt Frankfurt mit der Bedingung, ihn der Öffentlichkeit als Park zugänglich zu machen. Weber schuf daraus den 1892 eröffneten Günthersburgpark.
- In den 1890er Jahren vergrößerte er die Gartenanlage Gail’scher Park in Rodheim-Bieber

## Würdigung
Zu Ehren von Andreas Weber befindet sich ein Bronzerelief im Nizza an der ehemaligen Kaimauer unterhalb des Jüdischen Museums am Untermainkai.

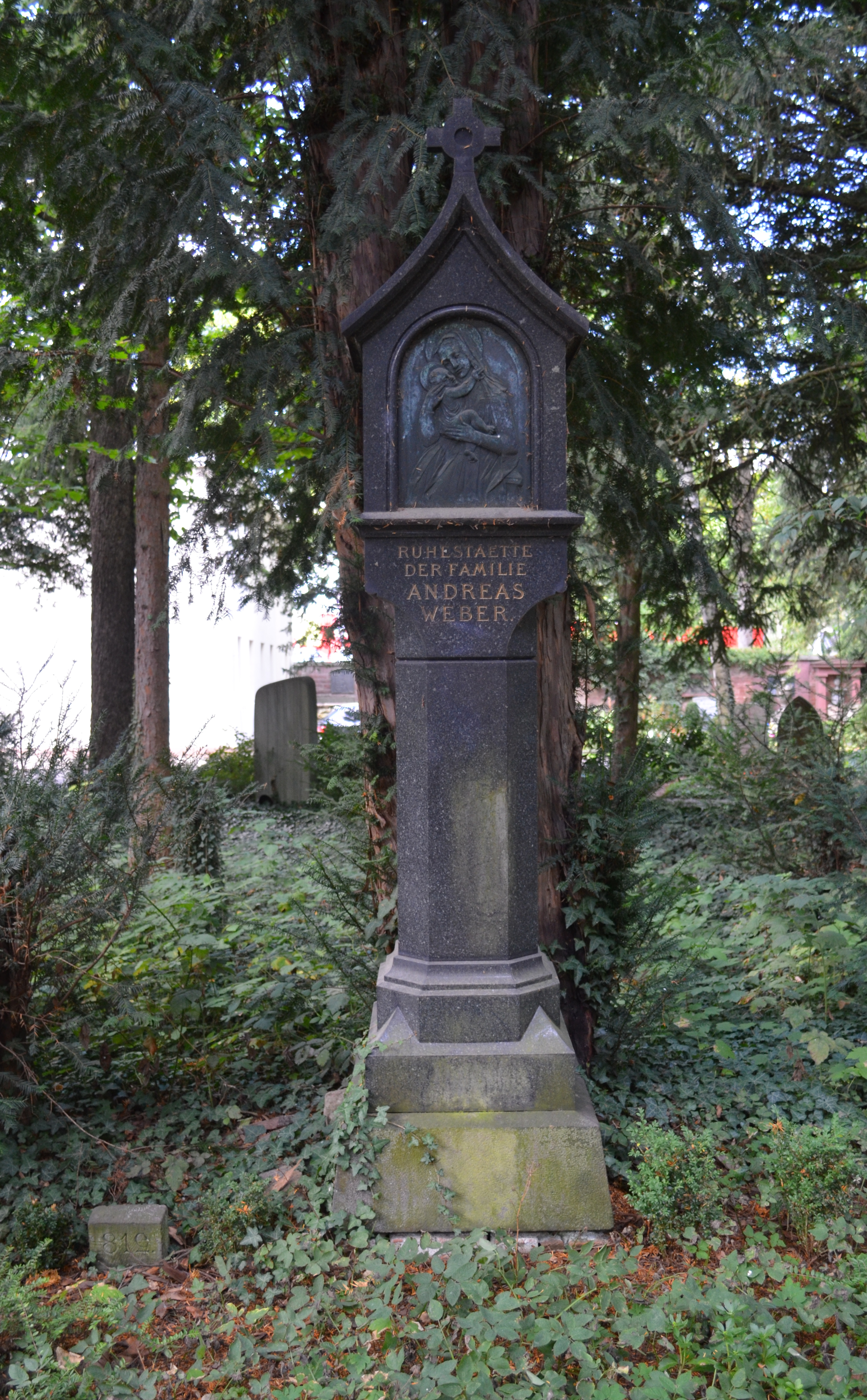
Grab auf dem Hauptfriedhof

Sein Grabstein auf dem Frankfurter Hauptfriedhof (A 81d-c) ist als Heiligenstock aus poliertem schwarzen Syenit auf einem polygonalen Pfeiler mit Dreiecksgiebel ausgeführt, unterhalb dessen sich ein Bronzerelief mit dem Motiv der Madonna mit Kind im Stil der Florentiner Renaissance befindet. Das Grabmal steht unter Denkmalschutz.